# قوجه بلباس
قرية قوجه بلباس وهي قرية تقع في ناحية قوشتبة في قضاء سهل أربيل في محافظة أربيل شمال العراق.